# ÉS Footwear
 (mars 2024).
éS Footwear, ou éS Skateboarding, est une compagnie américaine appartenant à Sole Technology et spécialisée dans les  chaussures et les vêtements de skateboard.
Sorti en 1995, le modèle de chaussure Accel est le plus grand succès de la compagnie, toujours populaire,,

## Sponsoring
La compagnie sponsorise des skateboardeurs tel que: TJ Rogers, Tom Penny, Kelly Hart, Tom Asta, Chad Muska and Wade Desarmo.

## Vidéos

### Menikmati
Menikmati est une vidéo de skate sortie en 2000, produite par éS et réalisée par Fred Mortagne. Dans celle-ci, chaque section est précédée d'explications culturelles sur le milieu du skate d'où vient chaque skateur de la team. La musique accompagnant le film, presque exclusivement instrumentale, est très variée, allant du calme au rapide, et du hip-hop au rock.

### éS YéS!
En 2007, éS a sorti une vidéo intitulée YéS!. Parmi les skateurs figurant dans Menikmati, seuls deux sont restés : Rick McCrank et Rodrigo Teixeira.